# Nadap
Nadap (németül: Kaltenberg) község Fejér vármegye Gárdonyi járásában.

## Fekvése
Nadap a Velencei-hegység délkeleti részén terül el. A Velencei-tótól 2 kilométerre északra található. A Velence és Lovasberény között futó, a Velencei-hegységet átszelő 8119-es út mellett fekszik. Autóbusszal elérhető Székesfehérvár, Velence és Kápolnásnyék felől. A község a táj legmagasabban fekvő helysége a maga 202 méterével, ami 100 méterrel magasabb a tó víztükrénél.

## Története
Nadap valószínűleg fontos település volt a honfoglalás időszakában. Első írásos emléke az 1193-as alapítólevél, ami szerint a település először a fehérvári keresztes lovagok birtoka volt, később a Csákok, majd a Buzlayak uralma alá került. A törökök kiűzése után németeket telepítettek a területre. 1731-ben a település már a Ziráky grófi családé. Ők építették 1760-ban a barokk római katolikus templomot, amiben 1800. december 3-án megkeresztelték Vörösmarty Mihályt. 1904-ben neogót stílusban átépítették.
Ma a települést egyre többen keresik fel lakóingatlan vásárlása céljából, a község gyors ütemű gazdasági fejlődésben van.
Kitűnő fekvése miatt turisztikai célpontjává vált a Velencei-hegységbe kirándulók, és a Velencei-tóhoz igyekvők számára.

## Közélete

### Polgármesterei
- 1990–1994: Molnár István (független)[6]
- 1994–1998: Dr. Kuti György (független)[7]
- 1998–2002: Wagner Péter (független)[8]
- 2002–2006: Wagner Péter Gábor (független)[9]
- 2006–2010: Wagner Péter Gábor (független)[10]
- 2010–2014: Wagner Péter Gábor (független)[11]
- 2014–2019: Wagner Péter Gábor (független)[12]
- 2019–2024: Köteles Zoltán (független)[13]
- 2024– : Köteles Zoltán (független)[1]

A településen az 1994. december 11-én megtartott polgármester-választáson közel rekordszámú, nem kevesebb, mint 9 jelölt indult a faluvezetői posztért, holtversenyben a Borsod-Abaúj-Zemplén vármegyei Múcsonnyal, a Jász-Nagykun-Szolnok vármegyei Jászjákóhalmával, a Nógrád vármegyei Pásztóval, a Szabolcs-Szatmár-Bereg vármegyei Nyírtass-sal és Tunyogmatolccsal, illetve a Tolna vármegyei Nagyszokollyal). Ennél is több, 11 polgármesterjelölt abban az évben csak a szabolcsi Pátroha községben indult.

## Népesség
A település népességének változása:
| Lakosok száma | 525  | 541  | 541  | 760  | 780  | 765  | 797  |
|               | 2013 | 2014 | 2015 | 2021 | 2022 | 2023 | 2024 |

A 2011-es népszámlálás során a lakosok 89%-a magyarnak, 0,2% bolgárnak, 0,3% cigánynak, 0,3% görögnek, 0,2% horvátnak, 1,4% németnek, 0,2% örménynek, 0,7% románnak, 0,3% szlováknak mondta magát (11% nem nyilatkozott; a kettős identitások miatt a végösszeg nagyobb lehet 100%-nál). A vallási megoszlás a következő volt: római katolikus 43,4%, református 12,1%, evangélikus 0,9%, felekezeten kívüli 10,1% (31,8% nem nyilatkozott).
2022-ben a lakosság 92,4%-a vallotta magát magyarnak, 1,7% németnek, 0,6% örménynek, 0,4% románnak, 0,3% görögnek, 0,1-0,1% bolgárnak és cigánynak, 5,6% egyéb, nem hazai nemzetiségűnek (7,4% nem nyilatkozott; a kettős identitások miatt a végösszeg nagyobb lehet 100%-nál). Vallásuk szerint 29,1% volt római katolikus, 8,3% református, 1,2% evangélikus, 0,4% ortodox, 0,3% görög katolikus, 1,5% egyéb keresztény, 0,6% egyéb katolikus, 17,7% felekezeten kívüli (40,8% nem válaszolt).

## Látnivalók
A településen, egy gránitsziklán található a szintezési ősjegy, amely Magyarországon a tengerszint feletti magasság meghatározásánál alappontként számít.

## Képgaléria

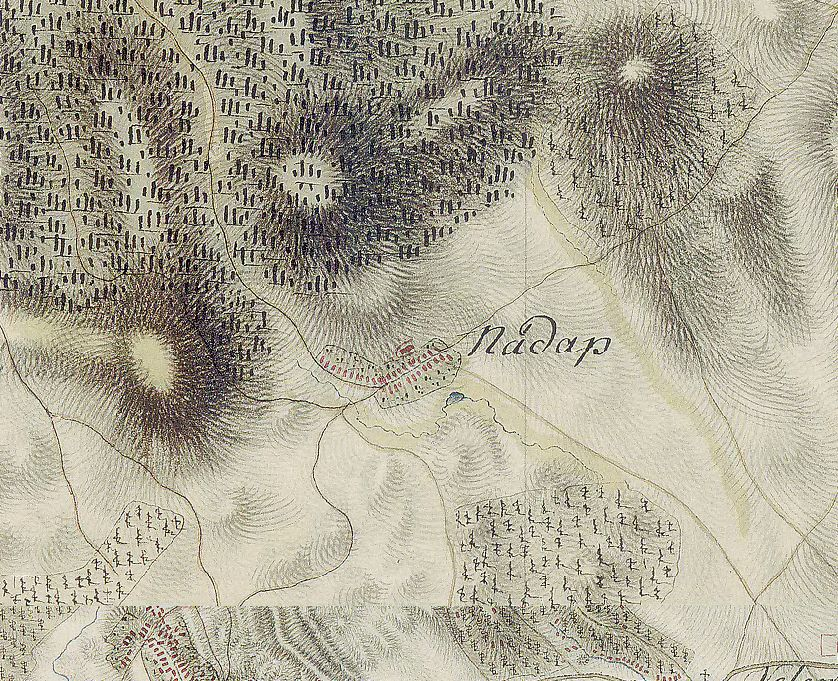
Nadap az 1780–1784 között készített jozefiniánus topográfiai térképen
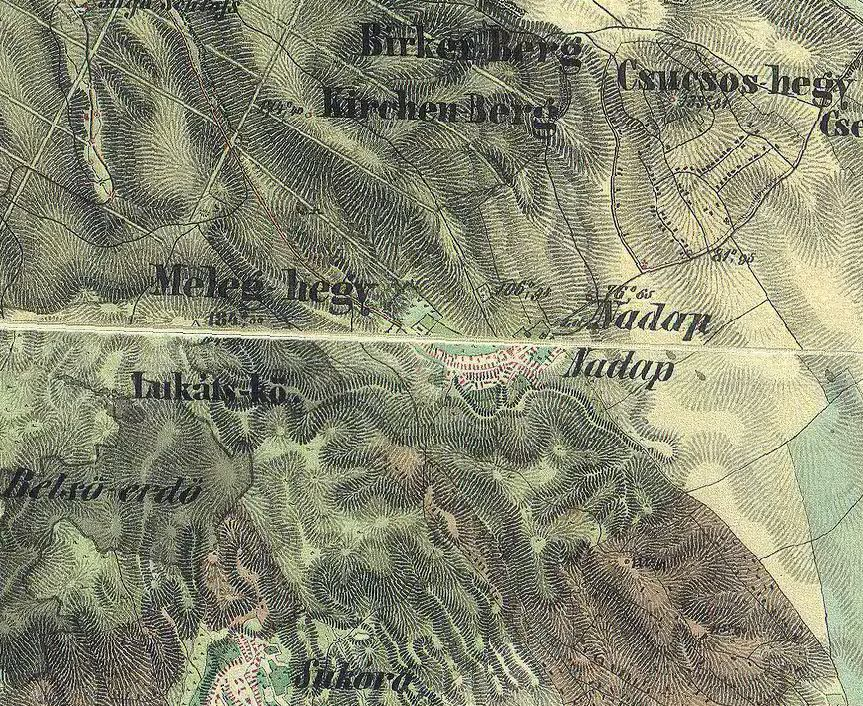
Nadap az 1806–1869 között készített franciskánus topográfiai térképen
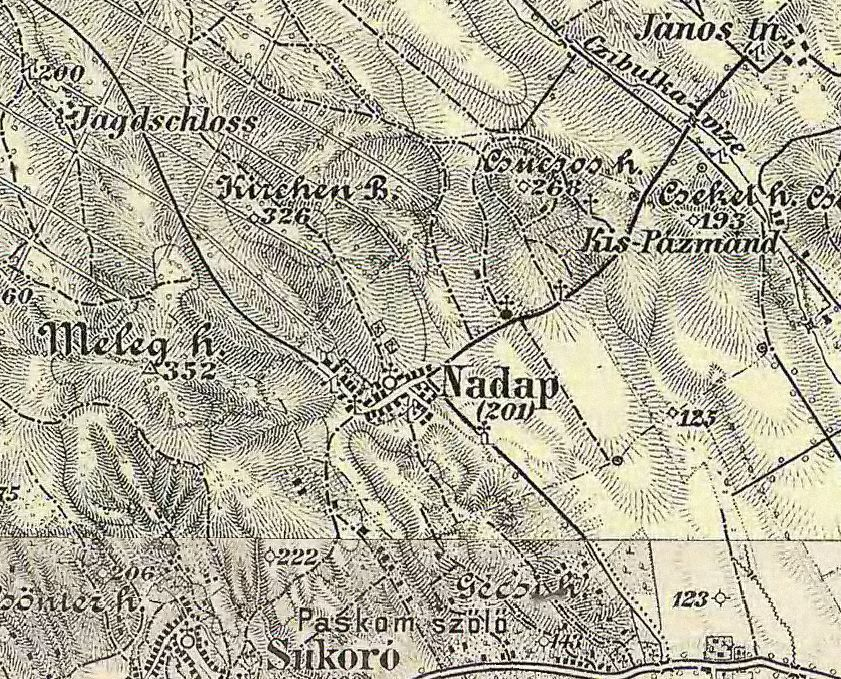
Nadap az 1872–1884 között készített ferencjózsefi topográfiai térképen
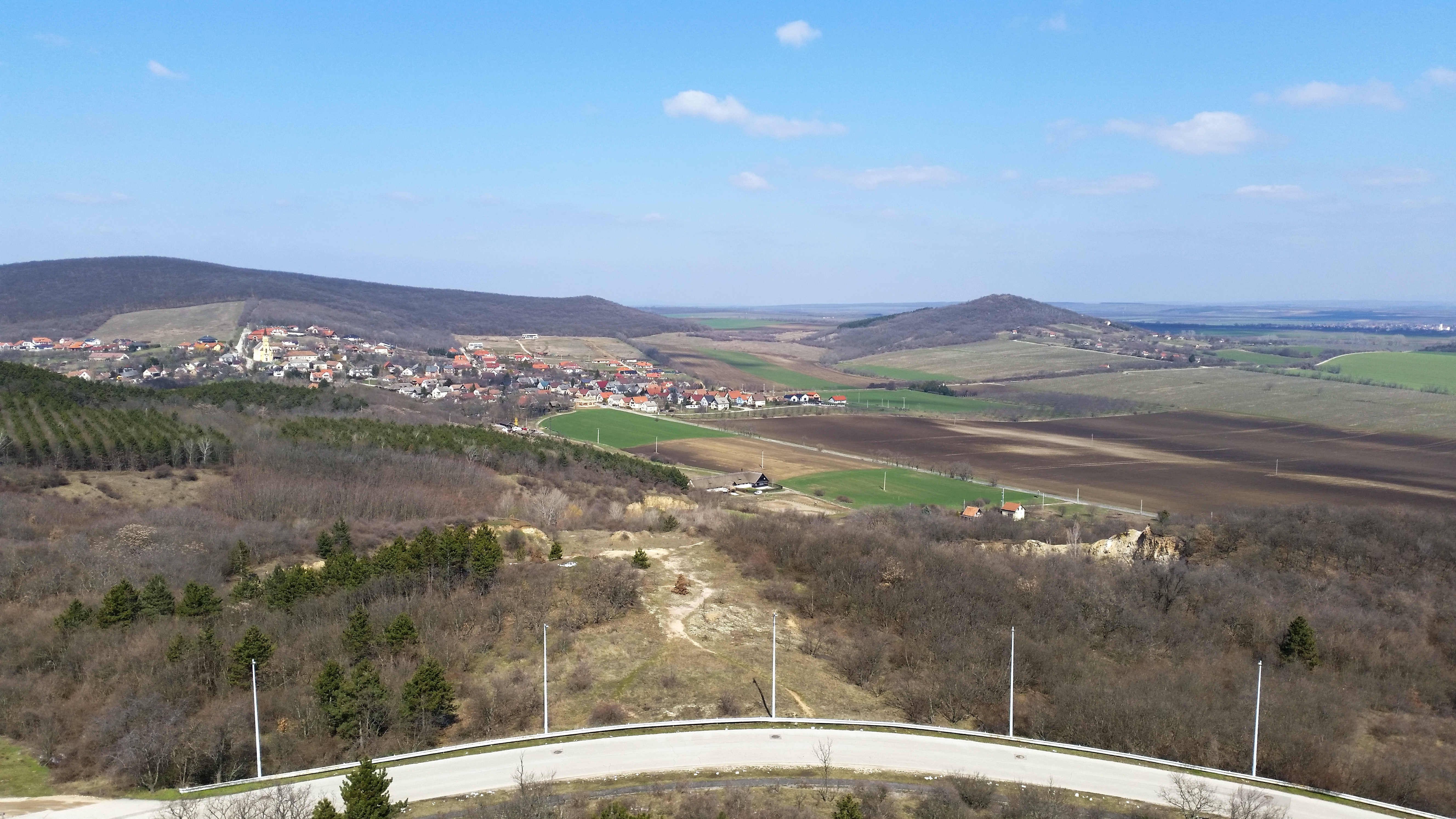
Kilátás a Bence-hegyi kilátóról Nadap felé, a falutól jobbra a Csúcsos-hegy
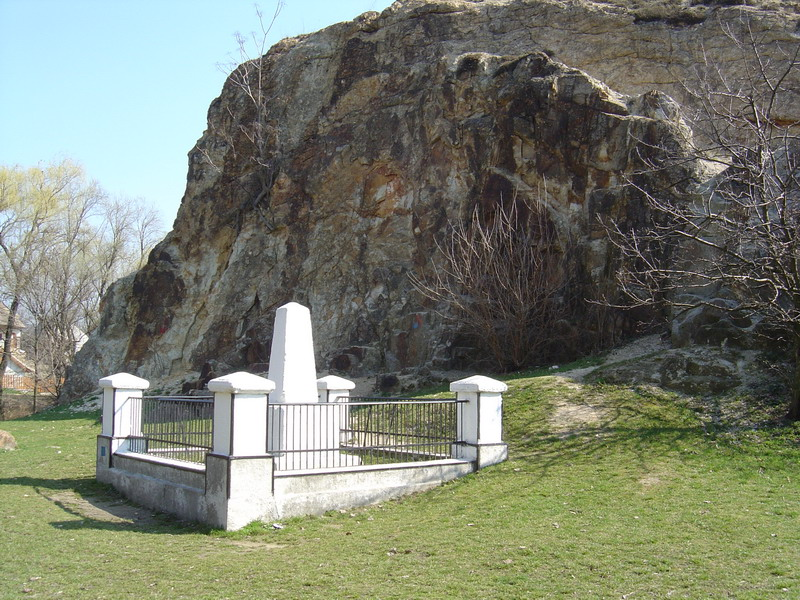
A földmérési ősjegy (Rákóczi utca)